# چاپایفکا (نفت‌چاله)
چاپایفکا (به لاتین: Chapayevka) یک منطقه مسکونی سابق در جمهوری آذربایجان است که در شهرستان نفت‌چاله واقع شده‌است.